# Dobrá Niva
Dobrá Niva (in ungherese Dobronya, in tedesco Dobring) è un comune della Slovacchia facente parte del distretto di Zvolen, nella regione di Banská Bystrica.